# Голос країни (сьомий сезон)
Голос країни (сьомий сезон) — це українське вокальне талант-шоу виробництва «1+1 Продакшн». Тренерами нового сезону стали Джамала, Потап, Сергій Бабкін і Тіна Кароль. Прем'єра відбулася 22 січня 2017 року о 21-й годині на телеканалі «1+1». Переможцем шоу став протоієрей Української православної церкви Московського патріархату Олександр Клименко.

## Наосліп
| Випуск  | Тренери та їхні учасники                         | Тренери та їхні учасники                              | Тренери та їхні учасники                                   | Тренери та їхні учасники                                          |
| Випуск  | Кароль                                           | Потап                                                 | Джамала                                                    | Бабкін                                                            |
| ------- | ------------------------------------------------ | ----------------------------------------------------- | ---------------------------------------------------------- | ----------------------------------------------------------------- |
| 01      | Рігоберт Мустелієр Аліса Петрик Лауренціу Коцага | Валерій Величко                                       | Яна Бліндер Галина Шульга Катерина Маргарян                | Віра Кекелія Роман Дуда                                           |
| 02      | «Діапазон» Олександр Ковтун Євген Агєєв          | Роман Руссу                                           | Олександра Погуляй Алла Кудлай Майкл Блейз Наїле Ібраїмова | Едгар Вінницький Юлія Мітяшова                                    |
| 03      | Анастасія Малашкевич Володимир Фотеску           | Олександр Мінаєв Катерина Єременко Інгрет Костенко    | Оксана Цимбаліст                                           | Кирило Сулига Ксена Іванова Ірина Смирнова-Журавель Марта Адамчук |
| 04      | Вадим Яцум Олександр Клименко                    | Ірина Гросу Ілона Благополучна Владислав Бєлік        | Валерія Грибусова Джавід Мамедов Ева Восканян              | Єгор Шаранков Христина Дмитрик                                    |
| 05      | Наті Гейл Гліб Сердюк                            | Салтанат Аширова Оксана Семченкова Поліна Кермеш      | Кемі Оке Анна Кукса Ольга Богатиренко                      | Володимир Бойков Віктор Нікіфоров                                 |
| 06      | Галина Шкода Нарек Геворгян Катя Chilly          | Катерина Філатова Ельвіра Пономарьова Олег Степаненко | Юлія Лунга                                                 | Еміль Вілонджа Юлія Запорожець                                    |
| 07      | Христина Дутчак                                  | Марина Царан Ніні Цнобіладзе                          | Лусіне Кочарян                                             | Богдан Травінський Юлія Борозненко                                |
| Загалом | 16                                               | 16                                                    | 16                                                         | 16                                                                |

## Бої
| Випуск | №  | Учасники                | Учасники                | Учасники            | Учасники            | Пісня                           | Тренер        |
| ------ | -- | ----------------------- | ----------------------- | ------------------- | ------------------- | ------------------------------- | ------------- |
| 08     | 1  | Ксена Іванова           | Ксена Іванова           | Віра Кекелія        | Віра Кекелія        | Paparazzi                       | Сергій Бабкін |
| 08     | 2  | «Діапазон»              | «Діапазон»              | Рігоберт Мустелієр  | Рігоберт Мустелієр  | Купила мама коника              | Тіна Кароль   |
| 08     | 3  | Олександра Погуляй      | Олександра Погуляй      | Яна Бліндер         | Яна Бліндер         | Пробач                          | Джамала       |
| 08     | 4  | Поліна Кермеш           | Поліна Кермеш           | Роман Руссу         | Роман Руссу         | Sugar                           | Потап         |
| 08     | 5  | Анастасія Малашкевич    | Анастасія Малашкевич    | Наті Гейл           | Наті Гейл           | The Phantom of the Opera        | Тіна Кароль   |
| 08     | 6  | Салтанат Аширова        | Салтанат Аширова        | Катерина Єременко   | Катерина Єременко   | Навернопотомучто                | Потап         |
| 08     | 7  | Едгар Вінницький        | Едгар Вінницький        | Кирило Сулига       | Кирило Сулига       | Hymn for the Weekend            | Сергій Бабкін |
| 08     | 8  | Ольга Богатиренко       | Ольга Богатиренко       | Алла Кудлай         | Алла Кудлай         | Чому квіти мають очі            | Джамала       |
| 08     | 9  | Ірина Гросу             | Ірина Гросу             | Владислав Бєлік     | Владислав Бєлік     | Sub Plea Mea                    | Потап         |
| 08     | 10 | Гліб Сердюк             | Гліб Сердюк             | Галина Шкода        | Галина Шкода        | Одинокая                        | Тіна Кароль   |
| 08     | 11 | Катерина Маргарян       | Катерина Маргарян       | Галина Шульга       | Галина Шульга       | Can't Feel My Face              | Джамала       |
| 08     | 12 | Еміль Вілонджа          | Еміль Вілонджа          | Юлія Борозненко     | Юлія Борозненко     | Не йди                          | Сергій Бабкін |
| 08     | 13 | Валерій Величко         | Валерій Величко         | Ілона Благополучна  | Ілона Благополучна  | Freeze You Out                  | Потап         |
| 08     | 14 | Юлія Лунга              | Юлія Лунга              | Оксана Цимбаліст    | Оксана Цимбаліст    | Злива                           | Джамала       |
| 08     | 15 | Вадим Яцум              | Вадим Яцум              | Христина Дутчак     | Христина Дутчак     | Танець пінгвіна                 | Тіна Кароль   |
| 08     | 16 | Юлія Мітяшова           | Юлія Мітяшова           | Юлія Запорожець     | Юлія Запорожець     | Мачо                            | Сергій Бабкін |
| 09     | 1  | Кемі Оке                | Кемі Оке                | Валерія Грибусова   | Валерія Грибусова   | You're Made of Love             | Джамала       |
| 09     | 2  | Єгор Шаранков           | Єгор Шаранков           | Віктор Нікіфоров    | Віктор Нікіфоров    | Солдат                          | Сергій Бабкін |
| 09     | 3  | Олександр Ковтун        | Олександр Ковтун        | Аліса Петрик        | Аліса Петрик        | Чортополох                      | Тіна Кароль   |
| 09     | 4  | Ніні Цнобіладзе         | Ніні Цнобіладзе         | Ельвіра Пономарьова | Ельвіра Пономарьова | Lost on you                     | Потап         |
| 09     | 5  | Ірина Смирнова-Журавель | Ірина Смирнова-Журавель | Володимир Бойков    | Володимир Бойков    | Экспонат                        | Сергій Бабкін |
| 09     | 6  | Інгрет Костенко         | Інгрет Костенко         | Олег Степаненко     | Олег Степаненко     | Відпусти                        | Потап         |
| 09     | 7  | Лусіне Кочарян          | Лусіне Кочарян          | Ева Восканян        | Ева Восканян        | How Deep Is Your Love           | Джамала       |
| 09     | 8  | Євген Агєєв             | Євген Агєєв             | Олександр Клименко  | Олександр Клименко  | Shape of My Heart               | Тіна Кароль   |
| 09     | 9  | Анна Кукса              | Анна Кукса              | Майкл Блейз         | Майкл Блейз         | Crazy                           | Джамала       |
| 09     | 10 | Христина Дмитрик        | Христина Дмитрик        | Марта Адамчук       | Марта Адамчук       | Ще осінь зовсім молода          | Сергій Бабкін |
| 09     | 11 | Оксана Семченкова       | Оксана Семченкова       | Катерина Філатова   | Катерина Філатова   | Happy                           | Потап         |
| 09     | 12 | Лауренціу Коцага        | Лауренціу Коцага        | Володимир Фотеску   | Володимир Фотеску   | Подождём под дождём             | Тіна Кароль   |
| 09     | 13 | Наїле Ібраїмова         | Наїле Ібраїмова         | Джавід Мамедов      | Джавід Мамедов      | Lean On                         | Джамала       |
| 09     | 14 | Олександр Мінаєв        | Олександр Мінаєв        | Марина Царан        | Марина Царан        | Любов останньою ніколи не буває | Потап         |
| 09     | 15 | Богдан Травінський      | Богдан Травінський      | Роман Дуда          | Роман Дуда          | Дорога                          | Сергій Бабкін |
| 09     | 16 | Нарек Геворгян          | Нарек Геворгян          | Катя Chilly         | Катя Chilly         | Місяць & Ով սիրուն, սիրուն      | Тіна Кароль   |

## Нокаути
| Випуск | №                       | Учасники                       | Пісня         | Тренер |
| ------ | ----------------------- | ------------------------------ | ------------- | ------ |
| 10     |                         |                                |               |        |
| 1      | Олександр Мінаєв        | Volare                         | Потап         |        |
| 2      | Оксана Семченкова       | В темну нічку                  | Потап         |        |
| 3      | Валерій Величко         | Не цілуй                       | Потап         |        |
| 4      | Катерина Єременко       | 7 Seconds                      | Потап         |        |
| 5      | Катерина Маргарян       | Відправила message             | Потап         |        |
| 6      | Роман Руссу             | Ой ти, дівчино, з горіха зерня | Потап         |        |
| 7      | Інгрет Костенко         | What Kind Of Man               | Потап         |        |
| 8      | Владислав Бєлік         | Човен                          | Потап         |        |
| 9      | Ніні Цнобіладзе         | Чом ти не прийшов              | Потап         |        |
| 1      | Марта Адамчук           | Два перстені                   | Сергій Бабкін |        |
| 2      | Еміль Вілонджа          | Фурія                          | Сергій Бабкін |        |
| 3      | Кирило Сулига           | Fragile                        | Сергій Бабкін |        |
| 4      | Ірина Смирнова-Журавель | What's Up? — 4 Non Blondes     | Сергій Бабкін |        |
| 5      | Віра Кекелія            | Ой ти, Грицю                   | Сергій Бабкін |        |
| 6      | Джавід Мамедов          | Люди                           | Сергій Бабкін |        |
| 7      | Єгор Шаранков           | Друг                           | Сергій Бабкін |        |
| 8      | Юлія Мітяшова           | We Found Love                  | Сергій Бабкін |        |
| 9      | Роман Дуда              | Зелений чай                    | Сергій Бабкін |        |

| Випуск | №                    | Учасники                     | Пісня       | Тренер |
| ------ | -------------------- | ---------------------------- | ----------- | ------ |
| 11     |                      |                              |             |        |
| 1      | Галина Шульга        | Make-Up                      | Джамала     |        |
| 2      | Наїле Ібраїмова      | Помню                        | Джамала     |        |
| 3      | Лусіне Кочарян       | На небі                      | Джамала     |        |
| 4      | Яна Бліндер          | 7 Years — Lukas Graham       | Джамала     |        |
| 5      | Анна Кукса           | Ой заграли музики-музиченьки | Джамала     |        |
| 6      | Оксана Цимбаліст     | Perfect Illusion             | Джамала     |        |
| 7      | Валерія Грибусова    | Love Yourself                | Джамала     |        |
| 8      | Юлія Запорожець      | Ой летять галочки            | Джамала     |        |
| 9      | Ольга Богатиренко    | Human — Rag'n'Bone Man       | Джамала     |        |
| 1      | Катя Chilly          | Бантик                       | Тіна Кароль |        |
| 2      | Володимир Фотеску    | Hero                         | Тіна Кароль |        |
| 3      | Вадим Яцум           | All of Me                    | Тіна Кароль |        |
| 4      | Аліса Петрик         | Million Reasons              | Тіна Кароль |        |
| 5      | Анастасія Малашкевич | Jesus to a Child             | Тіна Кароль |        |
| 6      | «Діапазон»           | Counting Stars               | Тіна Кароль |        |
| 7      | Олександр Клименко   | Мить                         | Тіна Кароль |        |
| 8      | Галина Шкода         | Frozen                       | Тіна Кароль |        |
| 9      | Богдан Травінський   | Can't Stop the Feeling!      | Тіна Кароль |        |

## Прямі ефіри

### Чвертьфінал
| Випуск | №  | Учасники             | Пісня           | Тренер        |
| ------ | -- | -------------------- | --------------- | ------------- |
| 12     | 1  | Яна Бліндер          | Місто           | Джамала       |
| 12     | 2  | Ольга Богатиренко    | Имя 505         | Джамала       |
| 12     | 3  | Наїле Ібраїмова      | I love you      | Джамала       |
| 12     | 4  | Анна Кукса           | Холодно         | Джамала       |
| 12     | 5  | Віра Кекелія         | Think           | Сергій Бабкін |
| 12     | 6  | Єгор Шаранков        | Вечность        | Сергій Бабкін |
| 12     | 7  | Марта Адамчук        | Агов            | Сергій Бабкін |
| 12     | 8  | Роман Дуда           | Let It Be       | Сергій Бабкін |
| 12     | 9  | Владислав Бєлік      | Shape of You    | Потап         |
| 12     | 10 | Роман Руссу          | Чёртово колесо  | Потап         |
| 12     | 11 | Ніні Цнобіладзе      | Creep           | Потап         |
| 12     | 12 | Інгрет Костенко      | Летіла зозуля   | Потап         |
| 12     | 13 | Катя Chilly          | Й уберемо куста | Тіна Кароль   |
| 12     | 14 | Галина Шкода         | Mein Herr       | Тіна Кароль   |
| 12     | 15 | Анастасія Малашкевич | Mambo           | Тіна Кароль   |
| 12     | 16 | Олександр Клименко   | Город золотой   | Тіна Кароль   |

### Півфінал
| Випуск | №                                                         | Тренер                                                    | Учасники                                                  | Пісня |
| ------ | --------------------------------------------------------- | --------------------------------------------------------- | --------------------------------------------------------- | ----- |
| 13     |                                                           |                                                           |                                                           |       |
| 1      | Сергій Бабкін                                             | Марта Адамчук                                             | Зіронька                                                  |       |
| 2      | Сергій Бабкін                                             | Віра Кекелія                                              | Запроси мене у сни                                        |       |
| 3      | Сергій Бабкін, Марта Адамчук та Віра Кекелія «Забери»     | Сергій Бабкін, Марта Адамчук та Віра Кекелія «Забери»     | Сергій Бабкін, Марта Адамчук та Віра Кекелія «Забери»     |       |
| 4      | Джамала                                                   | Наїле Ібраїмова                                           | Bizim taraf & Feel                                        |       |
| 5      | Джамала                                                   | Анна Кукса                                                | Шаленій                                                   |       |
| 6      | Джамала, Наїле Ібраїмова та Анна Кукса «Beautiful»        | Джамала, Наїле Ібраїмова та Анна Кукса «Beautiful»        | Джамала, Наїле Ібраїмова та Анна Кукса «Beautiful»        |       |
| 7      | Потап                                                     | Роман Руссу                                               | Где-то далеко                                             |       |
| 8      | Потап                                                     | Інгрет Костенко                                           | Коханий                                                   |       |
| 9      | Потап, Роман Руссу та Інгрет Костенко «Тает лёд»          | Потап, Роман Руссу та Інгрет Костенко «Тает лёд»          | Потап, Роман Руссу та Інгрет Костенко «Тает лёд»          |       |
| 10     | Тіна Кароль                                               | Катя Chilly                                               | Яблінька                                                  |       |
| 11     | Тіна Кароль                                               | Олександр Клименко                                        | Άξιον Εστί                                                |       |
| 12     | Тіна Кароль, Катя Chilly та Олександр Клименко «Думи мої» | Тіна Кароль, Катя Chilly та Олександр Клименко «Думи мої» | Тіна Кароль, Катя Chilly та Олександр Клименко «Думи мої» |       |

### Фінал
| Випуск        | №                                 | Тренер                            | Учасники            | Пісня |
| ------------- | --------------------------------- | --------------------------------- | ------------------- | ----- |
| 14            |                                   |                                   |                     |       |
| Перша частина |                                   |                                   |                     |       |
| 1             | Сергій Бабкін                     | Віра Кекелія                      | Майже весна         |       |
| 2             | Джамала                           | Анна Кукса                        | Ой верше мій, верше |       |
| 3             | Потап                             | Інгрет Костенко                   | Несе Галя воду      |       |
| 4             | Тіна Кароль                       | Олександр Клименко                | Чорнобривці         |       |
| Друга частина |                                   |                                   |                     |       |
| 5             | Бабкін та Віра Кекелія            | Бабкін та Віра Кекелія            | Вставай сонце       |       |
| 6             | Потап та Інгрет Костенко          | Потап та Інгрет Костенко          | Менуети             |       |
| 7             | Тіна Кароль та Олександр Клименко | Тіна Кароль та Олександр Клименко | Твої гріхи          |       |
| Третя частина |                                   |                                   |                     |       |
| 8             | Потап                             | Інгрет Костенко                   | Пташечка            |       |
| 9             | Тіна Кароль                       | Олександр Клименко                | Мамина любов        |       |

## Див.також
- Голос країни (перший сезон)
- Голос країни (другий сезон)
- Голос країни (четвертий сезон)
- Голос країни (п'ятий сезон)
- Голос країни (шостий сезон)
- Голос країни (восьмий сезон)